# Jindřich Kabát
Jindřich Kabát (24. dubna 1953 Praha – 14. července 2020) byl český spisovatel, psycholog a vysokoškolský učitel. Mezi roky 1992 a 1994 zastával post ministra kultury České republiky, prvního v době osamostatnění České republiky.

## Studium

### Neoficiální studium v podzemní universitě
- 1970–1974: filosofie u prof. S. Sousedíka
- 1975–1977: historie, osobní asistent prof. Z. Kalisty
- 1977–1979: prof. Jozef Tischner – filosofie, domácí seminář Krakov

### Oficiální studia
- Gymnázium Na Zatlance
- Psychologie jednooborová, FF-UK, Univerzita Karlova, specializace: sociální psychologie, klinická psychologie
- Dvouletý kurs psychoterapie a poradenství v rámci České lékařské společnosti
- 1977 Prom. psycholog – zákonem změněno na Mgr. Univerzity Karlovy
- 1978 PhDr. Univerzity Karlovy
- 2004–2005 Hostující Univ. Prof. of CNU, Virginie, USA
- 2005–2009 Prof. PHD of CNU, Virginie, USA
- 2006 Postgraduální studium Wheaton College, Illinois, USA[2][3]

### Studijní programy
- Rakousko, Vídeň: ministerstvo školství a kultury: Veřejná správa v oblasti ochrany historického kulturního dědictví
- Německo, Hamburk: Formy státní podpory oblasti umění
- Španělsko, Leon: Evropské kulturní dědictví a EU
- Velká Británie, Londýn: British Council: Britská vládní struktura v oblasti kultury
- Francie, Paříž: Výzkumný ústav ministerstva vnitra: Vládní struktura Francie
- Německo, Mnichov: Struktura státní správy v Německu
- Maďarsko, Budapešť: Výzkumy v oblasti kultury a metodologie
- Německo, Lipsko: Teorie v kultuře
- Polsko, Varšava: Masová kultura.

Roku 2000 byl jmenován soudním znalcem pro obor psychologie a psychopatologie.

## Veřejné působení
- První náměstek ministra kultury 1990–1991
- Delegát Výboru pro kulturu Evropského parlamentu ve Štrasburku[4]
- První náměstek ministra vnitra, odpovědný za oblast vyšetřování 1991–1992[5]
- Zmocněnec vlády pro otázky uprchlíků
- Člen Výboru ministrů EU, ministr kultury, člen vlády 1992–1994[6][3]
- Člen mezivládní Komise ministrů vlád ČR a SR, která odpovídala za rozdělení bývalého Československa
- Ministr pověřený oblastí národnostních menšin a humanitárních otázek
- Místopředseda českého výboru UNESCO
- Člen, v roce 1994 předseda Rady pro rozhlasové a televizní vysílání[7]
- Vládní rada, poradce ministra zahraničních věcí 2004
- Ředitel Evropské akademie pro demokracii
- Předseda KDU, po sloučení s ČSL místopředseda KDU-ČSL v letech 1992–1994

## Pedagogická činnost
- 1977–1983: Psychiatrická klinika, LF UK v Praze: diagnostika a obecná psychologie pro studenty lékařské fakulty
- Terénní výzkumy a metodologie Ústav pro výzkum kultury
- 1983–1989: DAMU, katedra herectví
- Psycholog Národního divadla v Praze
- Filozofická fakulta Univerzity Karlovy: Psychologie umění
- 1996–1998: Vyšší odborná škola žurnalistiky
- 1998–2002: Teologická fakulta Univerzity Karlovy
- 2004–2009: Christopher Newport University, Virginie, USA, profesor a Ředitel evropského programu
- 2011–2020: Anglo-americká univerzita v Praze a externě univerzity v USA

Hlavní témata: Obecná a speciální psychopatologie, sociální psychologie a životní styl, psychologie umění, sociální patologie a totalitní režimy, psychologie komunismu.

## Knižní publikace
Knihy / ve sbornících:
- Daniel, L., Holba, J., Kabát, J., Kabele, J., Krch, F.: NG Praha 1988: Výzkum vývoje výtvarně estetické stránky osobnosti dítěte
- J. Kabát, introduction in: Moderní české umění, Wien 1993,
- J. Kabát in: Současném vizuálním umění, Paříž 1993,
- J. Kabát in : M. Soldát (Ed.): Dialogy o transformaci, kapitola: Dialog s Jindřichem Kabátem, Nadační fond proti korupci, Praha 2011
- J. Kabát: Fenomen korupce z hlediska psychologie, in: kol.: Fenomen korupce, Martin Soldát (Ed.), Nadační fond proti korupci, Praha 2012

Knihy:
- J. Kabat: Psychologie ve výzkumech kultury, nakl. UVK, Praha 1979
- J. Kabat, J, – D. Pokorná : Dramatické umění – preference mladých lidí,nakl. UVK, Praha 1982
- J. Kabat: Psychologie komunismu, nakl. Práh, Praha 2011
- J. Kabat: Groh, nakl. Čas, Praha, 2013
- J. Kabát: Útěk: I. Až na samé hranici
- J. Kabát: Útěk: II. Pád listu, společně : nakl. Triton, Praha 2014
- J. Kabát, K.Janeček, M.Kabát: Karel Janeček v roce 2112, Albatros, edice XYZ, Praha 2016
- J. Kabát: Dvoukolejná vášeň, 2016
- J. Kabát: Dvojí návrat, 2016
- J. Kabát: Trosečník, 2016
- J. Kabát: Nenažraná, souborně: Albatros, edice XYZ, Praha 2016
- J. Kabát: Poloviční dvojčata, Triton, 2017
- J. Kabát, V. Malý, M. Kabát: Václav Malý ROZHOVORY, Albatros Media, edice XYZ, Praha 2017

## Osobní život
Od roku 1977 byl ženatý, manželka Gabriela, roz. Sládková, ředitelka Mezinárodního vězeňského společenství CZ, pět dětí, synové Martin (* 1977), Jan (* 1983) a Michael (* 1989), dcery Magdalena (* 1979) a Barbora (* 1983).